# بارناردزویل (کارولینای شمالی)
بارناردزویل (به انگلیسی: Barnardsville) یک منطقهٔ مسکونی در ایالات متحده آمریکا است که در کارولینای شمالی واقع شده‌است. بارناردزویل ۶۷۰٫۸۷ متر بالاتر از سطح دریا واقع شده‌است.